# Hirbe
Hirbe oder Hirben ist eine Rotte der Fraktion Innerrotte in der Gemeinde St. Jakob in Defereggen im Defereggental (Osttirol).

## Geographie
Hirbe liegt an der linken bzw. östlichen Seit des Schwemmkegels des Trojer Almbachs am sonnenseitigen Talboden des Defereggentals. Der Ortsteil wird im Westen vom Trojer Almbach und im Süden von dessen Mündungsbereich in die Schwarzach begrenzt. Östlich von Hirben liegt der Weiler Eggemeier, im Norden schließt sich der Weiler Maierhof an. Die Grenze zwischen Hirbe und Maierhof verläuft dabei unscharf zwischen den beiden zusammengewachsenen Ortschaften etwa südlich des Hauses Innerrotte 44.
Hirbe besteht aus etwas mehr als 30 Adressen, darunter die Hofstellen Klamperer (Innerrotte 11 und 19), Hirben-Otten (Innerrotte 12), Stefflis (Innerrotte 14 und 40), Pusterer/Chrustn (Innerrotte 15a/b), Tamesn (Innerrotte 17), Chrusten/Alpina (Innerrotte 30), Plattlers (Innerrotte 33) und Erlacher (Innerrotte 46). Als landwirtschaftliche Betriebe sind nur noch die Höfe Hirber und Klamperer aktiv.

## Geschichte
Die Besiedelung von Hirbe ging von der Schwaige Unterhürbe, auch Schwaige am Mühlwasser oder Schwaige in der Hürbe/Inderhürbe aus. Die Schwaige unterstand der Grundherrschaft des Pflegeamt von Windisch-Matrei. Im nördlichen Bereich lag zudem die Doppelschwaige Mayerhof, dessen südliche Schwaige Untermayerhof, auch Ob der Hürbe der Grundherrschaft der Familie Lasser zu Zoollheim unterstand. Der Name Hirbe oder Hürbe leitet sich dabei vom althochdeutschen Wort Hirwi für „kotiger Boden“ (Morast, Sumpf). Die spätere Rotte Hirbe setzte sich in der Folge aus den Teilgütern der beiden Schwaigen Untermayerhof (Bartls, Klamperer, Holzer) und Unterhürbe (Valtis, Kruschtn) zusammen. Die wenigen Bauernhöfe waren in der Folge lange Zeit die einzigen Siedlungsbestandteile von Hirbe, wobei die Teilgüter von Untermayerhof Mitte des 19. Jahrhunderts möglicherweise noch zusammen mit Obermayerhof zum Weiler Maierhof zusammengefasst wurden.
In Hirbe wurden 1923 sechs Gebäude und 38 Einwohner gezählt. 1951 war der Weiler auf neun Gebäude und 59 Einwohner angewachsen. 1961 zählte die nun als Rotte bezeichnete Ortschaft 59 Einwohner und 11 Gebäude (davon 10 bewohnt), 1971 waren es 74 Einwohner in 14 Häusern. Das letzte Mal wies die Statistik Austria die Einwohnerzahl 1981 für Hirbe aus. Damals lebten 64 Menschen in der Rotte, es gab 20 Gebäude und Hausnummer, 17 Haushalte und 15 bewohnte Gebäude.

## Bauwerke
Das Tiroler Kunstkataster weist für die Ortschaft 13 Einträge auf. Im Zentrum sich die denkmalgeschützte Hofgruppe Hirbe mit Wohn- und Wirtschaftsgebäuden. Nordwestlich davon liegt der ein zweigeschoßiger, quergeteilter Einhof mit Satteldach, der am Ende des 19. Jahrhunderts errichtet wurde. Der Hof wurde auf Mauerfundamenten in Kantblockbauweise gezimmert, wobei der Wirtschaftstrakt nördlich mit ebenerdigem Stall und hangseitiger Tenneneinfahrt ausgeführt wurde. Nördlich der Häusergruppe befindet sich zudem ein dreigeschoßiges Wirtschaftsgebäude aus der Zeit um 1900, dass zum Bauernhof Unterrotte 6 gehört. Das Gebäude verfügt über einen aus Steinen gemauertem Stall mit darüberliegendem Ständerbau. Im Süden der Ortschaft besteht des Weiteren die erst 2004 errichtete Krustenharpfe.